# Austrodecus fagei
Austrodecus fagei är en havsspindelart som beskrevs av Stock, J.H. 1957. Austrodecus fagei ingår i släktet Austrodecus och familjen Austrodecidae. Inga underarter finns listade.